# Опилий (комит священных щедрот)
Опилий (лат. Opilio; умер не позднее 1 сентября 524) — комит священных щедрот при правителе Италии Одоакре.

## Биография
Опилий упоминается в нескольких раннесредневековых документах эпистолярного характера: в первую очередь, в «Вариях» Кассиодора.
Происхождение Опилия достоверно не известно: возможно, он был выходцем из Лигурии. Первое свидетельство о нём относится к концу 480-х годов, кода он был одним из подданных Одоакра. На этом основании предполагается, что своим возвышением Опилий был обязан лично этому правителю Италии и что он был — наряду с Либерием и Пелагием — одним из «новых людей» в итальянской знати.
По утверждению Кассиодора, Опилий хотя и был одним из представителей римской знати, но высших государственных должностей не занимал. В современных ему документах он упоминается как комит священных щедрот. Известна ещё одна персона, занимавшая эту должность при Одоакре: Кассиодор Старший, отец одноимённого государственного деятеля Остготского королевства. Возможно, Опилий был или предшественником Кассиодора на посту комита священных щедрот, или его преемником. О существовании более поздних комитов священных щедрот в правление Одоакра сведений не сохранилось. Следующей обладавшей этой должностью персоной был упоминавшийся в 494 или 495 году Масталло.
В 488 году Опилий сопровождал магистра оффиций Андромаха в поездке в Константинополь. Итальянские послы должны были передать византийскому императору Зинону послание короля Одоакра, а также от имени папы римского Феликса III (II) обсудить с константинопольским патриархом Акакием урегулирование богословского спора между восточными и западными христианами. Несмотря на все усилия послов, они так и не смогли склонить Акакия к компромиссу.
После остготского завоевания Апеннинского полуострова Опилий стал придворным короля Теодориха Великого. Дата его смерти неизвестна, но, согласно одному из писем Кассиодора, он должен был умереть не позднее 1 сентября 524 года.
Сыновьями Опилия были Киприан и Опилий. В Остготском королевстве они занимали ту же должность комита священных щедрот, что и их отец в государстве Одоакра: первый — в 524—525 годах, второй — в 527—528 годах.